# Hans van Houten

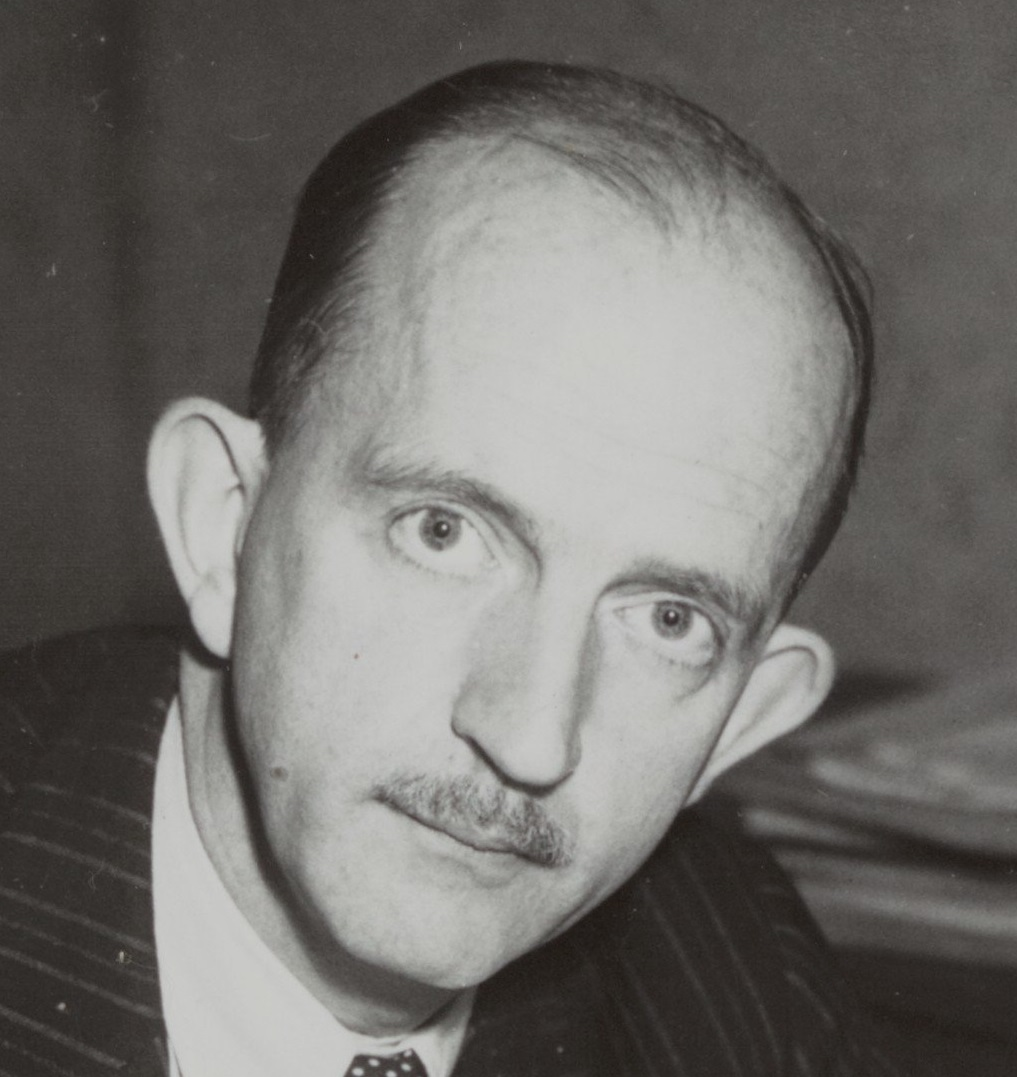
Hans van Houten (1950)

Hans Rudolf van Houten (* 13. August 1907 in Den Haag; † 31. Juli 1996 in Verbier, Kanton Wallis, Schweiz) war ein niederländischer Diplomat und Politiker der Volkspartij voor Vrijheid en Democratie (VVD), der unter anderem zwischen 1959 und 1963 im Kabinett De Quay Staatssekretär im Außenministerium war.

## Leben

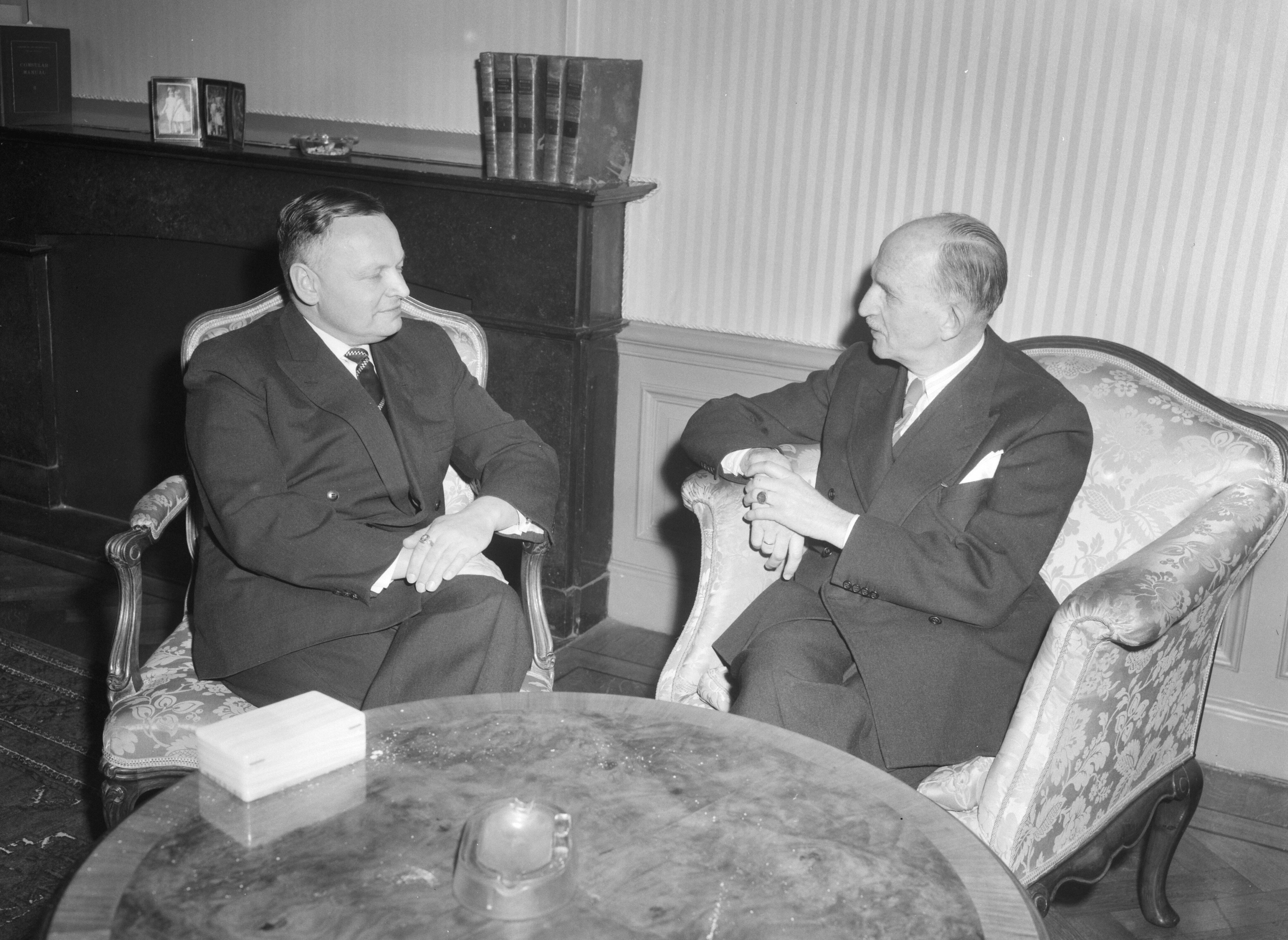
Staatssekretär van Houten (rechts) im Gespräch mit dem deutschen Diplomaten Rolf Otto Lahr (1960).

Hans Rudolf van Houten, Nachfahre einer wohlhabenden Patrizierfamilie, absolvierte ein Studium der Rechtswissenschaften an der Universität Leiden und schloss 1930 sein Promotion mit der Dissertation Egypte’s internationaal statuut sedert het begin van de negentiende eeuw ab. Im Anschluss trat er in den diplomatischen Dienst des Außenministeriums ein und war nach verschiedenen Verwendungen vom 1. November 1957 bis zum 24. August 1959 Generaldirektor für politische Angelegenheiten im Ministerium für auswärtige Angelegenheiten.
Im Anschluss übernahm van Houten im Kabinett De Quay am 24. Juni 1959 den Posten als Staatssekretär für auswärtige Angelegenheiten (Staatssecretaris van Buitenlandse Zaken) und war als solcher bis zum 24. Juli 1963 zuständig für Angelegenheiten der NATO, WEU, Europarat, Benelux, Verkehrsangelegenheiten und bilaterale Beziehungen zu Ländern in Europa, Afrika, dem Nahen Osten und Lateinamerika. Der bis dahin Parteilose wurde 1959 auch Mitglied der Volkspartij voor Vrijheid en Democratie (VVD). 
1961 war er an den EWG-Verhandlungen über den möglichen Beitritt des Vereinigten Königreichs und der französischen Europapolitik beteiligt. 1962 führte er die Verhandlungen über den Beitritt der Niederländischen Antillen zum EWG-Assoziierungsabkommen. 1963 entwarf er zusammen mit Außenminister Joseph Luns und dem Staatssekretär im Ministerium für Verkehr und Wasserwirtschaft Eddie Stijkel ein Gesetz zur Billigung eines am 8. April 1960 in Den Haag mit der Bundesrepublik Deutschland geschlossenen Allgemeinen Vertrags, die sogenannte „Generalbereinigung“. Elten und Tüddern wurden nach Deutschland zurückgeführt und im Gegenzug durch Deutschland Entschädigungen, auch für die Kriegsopfer, an die Niederlande gezahlt. Ebenfalls 1963 verfasste er zusammen mit dem Staatssekretär im Verteidigungsministerium Michael Rudolph Hendrik Calmeyer ein Gesetz zur Billigung des am 17. Januar 1963 in Den Haag mit der Bundesrepublik Deutschland geschlossenen Abkommens über die Stationierung von Truppenteilen der Bundesrepublik in den Niederlanden. Ansonsten spielte er in der Öffentlichkeit eine unauffällige Rolle, bis er 1963 – und schließlich erfolgreich – verlangte, dass die  öffentlich-rechtliche Rundfunkorganisation Katholieke Radio Omroep (KRO) kein Interview mit dem geflüchteten französischen Ex-Minister Georges Bidault ausstrahlte.
Nach seinem Ausscheiden aus der Regierung wurde van Houten im November 1964 als außerordentlicher und bevollmächtigter Botschafter in Österreich akkreditiert und verblieb auf diesem diplomatischen Posten bis 1968. Er war von März 1967 bis 1968 zugleich auch Ständiger Vertreter bei der Internationalen Atomenergie-Organisation (IAEO).